# Eine Kleine Nachtmusik (альбом Venom)
| Оценки критиков    | Оценки критиков |
| Источник           | Оценка          |
| ------------------ | --------------- |
| Allmusic           | [ 1 ]           |
| Kerrang!           | [ 2 ]           |
| Metal Hammer (GER) | [ 3 ]           |

Eine Kleine Nachtmusik — концертный альбом английской хеви-метал группы Venom, выпущенный в 1986 году. В него вошли записи с двух разных концертов. На первой стороне находится выступление группы 8 октября в Hammersmith Odeon, Лондон. На второй стороне — выступление 4 и 5 апреля 1986 года в рок-клубе «The Ritz». Название Eine Kleine Nachtmusik взято из названия одного из произведений Моцарта и переводится с немецкого как «Маленькая ночная серенада».

## Список композиций
| №   | Название                   | Длительность |
| --- | -------------------------- | ------------ |
| 1.  | «Intro»                    | 1:33         |
| 2.  | «Too Loud (For the Crowd)» | 2:49         |
| 3.  | «7 Gates of Hell»          | 4:40         |
| 4.  | «Leave Me in Hell»         | 3:10         |
| 5.  | «Nightmare»                | 3:41         |
| 6.  | «Countess Bathory»         | 3:36         |
| 7.  | «Die Hard»                 | 2:49         |
| 8.  | «Schizo»                   | 3:24         |
| 9.  | «Guitar solo Mantas»       | 3:12         |
| 10. | «In Nomine Satanas»        | 3:25         |
| 11. | «Witching Hour»            | 4:15         |

| №   | Название                      | Длительность |
| --- | ----------------------------- | ------------ |
| 1.  | «Black Metal»                 | 3:28         |
| 2.  | «The Chanting of the Priests» | 4:57         |
| 3.  | «Satanachist»                 | 1:58         |
| 4.  | «Fly Trap»                    | 3:36         |
| 5.  | «Warhead»                     | 4:16         |
| 6.  | «Buried Alive»                | 5:36         |
| 7.  | «Love Amongst the Dead»       | 3:46         |
| 8.  | «Bass solo Cronos»            | 3:08         |
| 9.  | «Welcome to Hell»             | 4:03         |
| 10. | «Bloodlust»                   | 3:49         |

## Участники
- Cronos — бас-гитара, вокал
- Mantas — гитара
- Abaddon — ударные